# بلاس إرالا
بلاس إرالا (بالإسبانية: Blas Irala)‏ هو لاعب كرة قدم ومدرب كرة قدم باراغواياني في مركز الوسط، ولد في 30 نوفمبر 1983 في Piribebuy ‏ في باراغواي. لعب مع Club Deportivo Capiatá ‏.

## وصلات خارجية
- بلاس إرالا على موقع قاعدة بيانات كرة القدم.إي يو (الإنجليزية)
- بلاس إرالا على موقع Soccerway.com (الإنجليزية)